# Nikolai Prajevski
Nikolai Prokofievici Prajevski (în rusă Николай Прокофьевич Пражевский) a fost un om de stat rus și guvernator al Basarabiei în anii 1828 – 1829.